# Bullhead (Film)
Bullhead  ist ein Drama und das Langfilmdebüt von Michaël R. Roskam aus dem Jahr 2011. Die Handlung basiert frei auf der Ermordung des belgischen Beamten Karel Van Noppen, der illegale Viehzuchtpraktiken von Landwirten und Landwirtschaftsunternehmern in Belgien aufdeckte und 1995 ermordet wurde.

## Handlung
Jacky Vanmarsenille betreibt mit seinem Bruder eine florierende Viehzucht, die sie von ihrem Vater übernommen haben. Er zeigte ihnen bereits als Kinder, wie man den Gewinn mit Hilfe von illegalen Hormonpräparaten steigern kann. Jacky spritzt sich ebenfalls Hormone und kam so im Laufe der Jahre zu einer muskulösen Erscheinung. Er nutzt sie, um seine Geschäftspartner einzuschüchtern und schreckt dabei auch nicht davor zurück, Gewalt anzuwenden. Doch in seiner Psyche schlummert ein schrecklicher Vorfall, der ihm als Kind widerfahren ist: Er und sein Jugendfreund Diederik begleiteten seinerzeit ihre beiden Väter zur Familie Schepers, von denen sie ihre Hormone bezogen. Jacky streifte bei dem Termin auf dem Hof umher und bemerkte dabei Lucia, die schöne Tochter der Schepers. Lucias älterer, gewalttätiger Bruder Bruno stellte sich den beiden in den Weg und drohte den beiden Jungen Prügel an, wenn sie seine Schwester auch nur ansehen würden. Wenig später kehren die beiden Freunde zum Hof zurück und beobachten Bruno mit seiner Clique. Sie werden von den Jugendlichen entdeckt und verfolgt. Diederik kann entkommen und sieht tatenlos zu, wie Bruno Jacky in seine Gewalt bringt. Er zieht ihm die Hose herunter und zertrümmert mit zwei Steinen seine Hoden. Jacky ist seither schwer traumatisiert. Seine Eltern sorgen sich, ob ihr Sohn jemals ein „richtiger“ Mann werden könne und fragen ihren Hausarzt sogar, ob Jacky durch die Verletzung homosexuell werden könnte. Das Verbrechen wird indes nicht gesühnt: Diederiks Vater treibt die Sorge um, dass die einflussreiche Familie Schepers die beiden auffliegen lässt und so „verständigt“ man sich darauf, dass es ein Unfall war. Jackys Vater verprügelt dennoch Lucias Bruder und ist seither, wie auch der Übeltäter selbst, traumatisiert. Er verbietet Jacky dem Umgang mit Diederik, die sich daraufhin aus den Augen verlieren.
Wenn auch die körperlichen Schäden nach vielen Jahren verheilt sind, so hat Jacky bleibende seelische Schäden davongetragen. Er muss mitansehen, wie sein Bruder Eddy auf dem gemeinsamen Hof eine Familie gründet. Wenn er nachts nicht schlafen kann, streift er auf der Suche nach seiner männlichen Identität durch das Rotlichtviertel von Lüttich, traut sich dort aber nicht, eine Frau anzusprechen. Sein unstetes Leben gerät weiter unter Druck, als ein Polizist, der im Umfeld der Fleischmafia ermittelte, ermordet aufgefunden wird. Dieser Mord führt Diederik, der seinen Freund seinerzeit im Stich gelassen hat, und Jacky wieder zusammen. Diederik arbeitet mittlerweile mehr oder weniger erfolgreich als Informant für die Ermittler Eva Forrestier und Antony De Greef. Diederik, der Probleme hat, seine Homosexualität zu verbergen, nähert sich De Greef an. Dieser nutzt Diederiks Gefühle aus und setzt ihn auf die Familie Schepers an. Gleichzeitig vertröstet er ihn, dass er sich eine Beziehung erst nach dem Abschluss des Falls vorstellen könnte. Im Zuge der Ermittlungen wird Jacky zunehmend unruhiger. Er fährt nach Lüttich in eine Drogerie, in der Lucia arbeitet. Er gibt sich als gewöhnlicher Kunde aus und so erkennt sie ihn zunächst nicht. Er folgt ihr in eine Disco und versucht, Kontakt mit ihr aufzunehmen. Lucia ist von dem introvertierten, wenn auch muskulösen Mann eher wenig angetan und vergnügt sich mit einem Freund. Jacky folgt diesem auf dem Heimweg und verprügelt ihn so stark, dass dieser ins Koma fällt. Am nächsten Tag fährt Jacky mit Steroiden vollgepumpt zu Bruno, indem er Lucia folgt, in der Absicht sich an ihm zu rächen. Als er jedoch sieht, dass aus Bruno mittlerweile ein schwerbehinderter Pflegefall geworden ist, kann Jacky sich jedoch nicht dazu bringen ihm etwas anzutun und verlässt das Heim wieder. Wenige Tage später erkennt Lucia in einem Gespräch mit ihrer Mutter, wer der unbekannte Fremde war. Sie fährt zu seinem Hof und spricht mit Jacky. Dabei fällt ihr auch seine Verletzung an einer Hand auf, die er von der Auseinandersetzung mit ihrem Freund davongetragen hat. Just in diesem Moment erfährt sie telefonisch von einer Freundin von dem Verbrechen und fährt so schnell es geht in die Stadt zurück.
Forrestier und De Greef konnten mittlerweile weitere Fahndungserfolge erzielen. Nun überschlagen sich die Ereignisse. Diederik sucht erneut Jacky auf und macht ihm klar, dass die Polizei in wenigen Stunden seinen Hof durchsuchen wird. Gemeinsam vernichten sie die Hormonpräparate und lassen das Vieh frei. Jacky versorgt sich mit weiteren Hormonpräparaten und sucht Lucia auf. Sie informiert die Polizei, lässt ihn aber dennoch in ihre Wohnung. Als Jacky merkt, dass die Beamten in wenigen Minuten in der Wohnung sein werden, zieht er sich in Lucias Badezimmer zurück und nimmt dort große Mengen Hormone ein. Als er verhaftet wird und im Aufzug nach draußen gebracht werden soll, greift er die drei Beamten an und verletzt sie schwer. Einem gelingt es schließlich, Jacky zu erschießen. In seinen letzten Sekunden sieht er sich noch einmal als Jugendlicher, dessen Leben durch das Verbrechen aus der Bahn geworfen wurde.

## Auszeichnungen (Auswahl)
- 2011: AFI Fest (Zuschauerpreis, bester Schauspieler für Schoenaerts)
- 2011: Austin Fantastic Fest (bester Film)
- 2011: Motovun Film Festival (bester Film)
- 2012: Magritte Awards (bester Schauspieler)
- 2012: Palm Springs International Film Festival (FIPRESI, bester Schauspieler für Schoenaerts)
- 2012: Nominierung für den Oscar als bester nicht englischsprachiger Film

## Kritik
Der FAZ gefällt, wie Roskam die Abgründe des Protagonisten nach und nach entfaltet und dabei „zugleich ein unerbittliches Porträt seiner belgischen Heimat“ liefert. Roskams Film wirke „wie der Blick auf das innerlich zerstörte Land durch ein Vergrößerungsglas“. Für die taz ist „Bullhead ein moderner Heimatfilm, und wie jeder gute Heimatfilm spielt er mit dem Heimlichen, das sich über die Landschaft gelegt hat und sich schließlich als Unheimliches manifestiert.“  Sie lobt die Landschaftsbilder sowie das Cinemascope-Format, das Roskam gewählt hat, um die „mythische Form der Natur zur Geltung“ kommen zu lassen. Das Webportal kino-zeit.de kritisiert, dass sich der Film im letzten Drittel „in eine nicht mehr endend wollende Tirade, die sich vor allem im unerschöpflichen Hass der Flamen gegen die Wallonen und andersherum ausdrückt“ verfährt.